# Чемпионат СССР по тяжёлой атлетике 1987
62-й чемпионат СССР по тяжёлой атлетике прошёл с 1 по 5 июля 1987 года во Дворце спорта профсоюзов в Архангельске (РСФСР). В нём приняли участие 150 атлетов, которые были разделены на 10 весовых категорий и соревновались в двоеборье (рывок и толчок). Чемпионат носил статус открытого, и помимо советских атлетов в нём принимали участие представители Болгарии, Венгрии, Польши и Эфиопии.

## Медалисты
| Категория    | Золото                                   | Золото                   | Серебро                                         | Серебро                | Бронза                                     | Бронза                 |
| До 52 кг     | Алексей Колокольцев Профсоюзы Кемерово   | 235 кг (105 + 130)       | Виктор Назаров Вооружённые Силы Ярославль       | 235 кг (105 + 130)     | Ахмед Будайчиев Вооружённые Силы Хабаровск | 230 кг (102,5 + 127,5) |
| До 56 кг     | Хафиз Сулейманов Вооружённые Силы Баку   | 280 кг (130 + 150)       | Виктор Соколовский Профсоюзы Московская область | 265 кг (115 + 150)     | Виктор Биляк Вооружённые Силы Киев         | 265 кг (117,5 + 147,5) |
| До 60 кг     | Юрий Саркисян Ереван                     | 307,5 кг (135 + 172,5)   | Оксен Мирзоян Ереван                            | 305 кг (132,5 + 172,5) | Амир Азизов «Динамо» Львов                 | 295 кг (132,5 + 162,5) |
| До 67,5 кг   | Владимир Грачёв Вооружённые Силы Калинин | 330 кг (150 + 180)       | Валерий Юров «Динамо» Москва                    | 325 кг (145 + 180)     | Владимир Алёшкин Профсоюзы Запорожье       | 320 кг (140 + 180)     |
| До 75 кг     | Иван Вон Москва                          | 357,5 кг (162,5 + 195)   | Сергей Мартыненко Профоюзы Донецк               | 350 кг (155 + 195)     | Олег Хомяков Вооружённые Силы Ижевск       | 350 кг (155 + 195)     |
| До 82,5 кг   | Сергей Ли Фрунзе                         | 387,5 кг (170 + 217,5)   | Исраил Арсамаков Грозный                        | 385 кг (172,5 + 212,5) | Гарник Казарян Ереван                      | 380 кг (167,5 + 212,5) |
| До 90 кг     | Сергей Черненко Киев                     | 395 кг (175 + 220)       | Иван Чакыров1 Болгария                          | 390 кг (180 + 210)     | Сергей Гурылев «Динамо» Львов              | 390 кг (170 + 220)     |
| До 100 кг    | Павел Кузнецов Владимир                  | 435 кг (192,5 + 242,5)   | Александр Попов Красноярск                      | 417,5 кг (187,5 + 230) | Олег Чирицо Вооружённые Силы Минск         | 415 кг (185 + 230)     |
| До 110 кг    | Ризван Гелисханов Профсоюзы Таганрог     | 427,5 кг (197,5 + 232,5) | Роман Караваев Вооружённые Силы Иркутск         | 422,5 кг (187,5 + 235) | Андрей Рапопорт «Динамо» Рига              | 420 кг (192,5 + 227,5) |
| Свыше 110 кг | Леонид Тараненко Минск                   | 472,5 кг (207,5 + 265)   | Александр Курлович Гродно                       | 470 кг (210 + 260)     | Сергей Нагирный «Динамо» Днепродзержинск   | 440 кг (195 + 245)     |